# Iltani
Iltani (XVIII w. p.n.e.) – królowa Karany, miasta identyfikowanego obecnie ze stanowiskiem Tell al-Rimah w północnym Iraku. Była córką Samu-Addu, króla Karany, który współczesny był Szamszi-Adadowi I. Wyszła za mąż za Aqba-hammu, który objął tron Karany po jej bracie Aszkur-Addu. Archiwa pałacowe z Tell al-Rimah zawierają dużą liczbę listów napisanych przez nią i skierowanych do niej. Wynika z nich, iż to ona odpowiedzialna była za sprawy związane z zarządzaniem pałacu, w tym produkcję tkanin i zaopatrzenie w żywność. W czasie częstych nieobecności męża w mieście mogła podejmować decyzje w jego imieniu, podobnie jak czyniła to Szibtu, współczesna jej królowa Mari. Listy sugerują, iż Iltani mogła spędzić kilka lat na wygnaniu w Esznunnie.